# Tour d'Iran - Azerbaïdjan
Ne doit pas être confondu avec le Tour d'Azerbaïdjan qui se déroule en Azerbaïdjan, créé en 2012 sous le nom de Heydar Aliyev Anniversary Tour et qui porte son nom actuel depuis l'édition 2013.
Le Tour d'Iran - Azerbaïdjan (anciennement Tour d'Azerbaïdjan ou Azerbaijan International Cycling Tour) est une course cycliste par étapes organisée depuis 1986. Elle se déroule chaque année en Iran dans la région de l'Azerbaïdjan iranien. La course ne doit pas être confondue avec le Tour d'Azerbaïdjan (Azerbaïdjan) ni l'ancien Tour d'Iran.

## Palmarès
| Année                     | Vainqueur            | Deuxième                      | Troisième             |
| ------------------------- | -------------------- | ----------------------------- | --------------------- |
| Tour d'Azerbaïdjan        |                      |                               |                       |
| 1986                      | Mohammad Reza Bajoul | Davoud Zeynali                | Abdolqasem Rahmaniyan |
| 1987                      | Mohammad Reza Bajoul | Hassan Milani                 | Ahad Pourniyazi       |
| 1988                      | Mohammad Reza Bajoul | Akbar Amjadi                  | Mehran Safarzadeh     |
| 1989                      | Hossein Mahmoudi     | Mostafa Chaychi               | Alireza Zangiabadi    |
| 1990                      | Hossein Mahmoudi     | Abas Ismaili                  | Alireza Zangiabadi    |
| 1991                      | Tamer Avral          | Ayhan Aytakin                 | Jamal Sheykhooni      |
| 1992                      | Hassan Sharifzadeh   | Khosrow Qamari                | Hussain Eslami        |
| 1993                      | Kasta Kolov          | Majid Vafaei                  | Azari                 |
| 1994                      | Dmitriy Katmakov     | Majid Sheyk                   | Manis Shabloni        |
| 1995                      | Yuriy Chekov         | Valery Tityev                 | Hossein Askari        |
| 1996                      | Sergey Belousov      | Ahad Kazemi                   | Kosonov               |
| 1997                      | Andrey Mizourov      | Valery Titiyov                | Sergey Belousov       |
| 1998                      | Ahad Kazemi          | Ghader Mizbani                | Andrey Kashin         |
| 1999                      | Ahad Kazemi          | Hossein Askari                | Ghader Mizbani        |
| 2000                      | Ghader Mizbani       | Hossein Maleki                | Ahad Kazemi           |
| 2001                      | Ahad Kazemi          | Hossein Askari                | Vazgen Golijaniyan    |
| 2002                      | Ghader Mizbani       | Mert Mutlu                    | Ahad Kazemi           |
| 2003                      | Ahad Kazemi          | Mehdi Sohrabi                 | Pawel Novdak          |
| 2004                      | Alexey Kolessov      | Mostafa Seyed Rezaei Khormizi | Mert Mutlu            |
| 2005                      | Ghader Mizbani       | Ahad Kazemi                   | Omar Hasanein         |
| 2006                      | Ghader Mizbani       | Ahad Kazemi                   | S. Rezai              |
| 2007                      | Hossein Askari       | Ghader Mizbani                | Rahim Ememi           |
| 2008                      | Hossein Askari       | Ghader Mizbani                | Ahad Kazemi           |
| 2009                      | Ahad Kazemi          | Hossein Askari                | Ghader Mizbani        |
| 2010                      | Ghader Mizbani       | Amir Zargari                  | Hossein Askari        |
| 2011                      | Mahdi Sohrabi        | Hossein Askari                | Ghader Mizbani        |
| 2012                      | Javier Ramírez Abeja | Abbas Saeidi Tanha            | Hossein Askari        |
| Tour d'Iran - Azerbaïdjan |                      |                               |                       |
| 2013                      | Ghader Mizbani       | Milan Kadlec                  | Amir Kolahdozhagh     |
| 2014                      | Ghader Mizbani       | Samad Poor Seiedi             | Ramin Mehrabani       |
| 2015                      | Samad Poor Seiedi    | Rahim Ememi                   | Ramin Mehrabani       |
| 2016                      | Samad Poor Seiedi    | Rahim Ememi                   | Arvin Moazemi         |
| 2017                      | Rob Ruijgh           | Ilya Davidenok                | Nicola Toffali        |
| 2018                      | Dmitry Sokolov       | Meron Abraham                 | Venantas Lašinis      |
| 2019                      | Savva Novikov        | Cristian Raileanu             | Youcef Reguigui       |
| 2020-2021                 | non-organisé         | non-organisé                  | non-organisé          |
| 2022                      | Gianni Marchand      | Saeid Safarzadeh              | Dawit Yemane          |
| 2023                      | Saeid Safarzadeh     | Anatoliy Budyak               | Anton Kuzmin          |
| 2024                      | non-organisé         | non-organisé                  | non-organisé          |
| 2025                      | Saeid Safarzadeh     | Milkias Maekele               | Yoel Habteab          |

- L'équipe taïwanaise Giant Asia Racing remporta les éditions de 2005 à 2007 grâce à ses coureurs cyclistes iraniens, Hossein Askari et Ghader Mizbani en tête.
- Les éditions 2008, 2009 et 2011 voient l'équipe iranienne Tabriz Petrochemical accaparer les trois premières places du classement général.